# حامية (لغة)
لغة حامية هي اللغات المنسوبة للأقوام التي جائت من نسل حام بن نوح، ويعتقد أن موقع اللغات الحامية الأصلي في شمال قارة أفريقيا.